# Willem de Sitter (politicus)
Willem de Sitter (Groningen, 9 november 1820 – aldaar, 13 januari 1889) was een Nederlandse liberaal politicus.

## Leven en werk
De Sitter, zoon van het liberale Eerste Kamerlid Johan de Sitter en Anna Antoinette gravin van Limburg Stirum, studeerde rechten aan de hogeschool van Groningen en promoveerde aldaar in 1843. Na zijn studie vestigde hij zich in 1843 als advocaat in Groningen. In datzelfde jaar trouwde hij met Wilhelmina Petronella barones Rengers. Hij was politiek actief op gemeentelijk, provinciaal en landelijk niveau. Hij was lid van Provinciale Staten van Groningen van 1850 tot 1877, lid van Gedeputeerde Staten van Groningen van 1862 tot 1863 en gemeenteraadslid van Groningen van 1851 tot 1873. Tijdens zijn Groningse raadsperiode was hij ook wethouder van 1858 tot 1862 en burgemeester van 1863 tot 1872.
Net als zijn vader werd hij Eerste Kamerlid, hij vervulde deze functie van 1877 tot 1888, toen hij vanwege gezondheidsredenen ontslag moest nemen. Ook zijn burgemeestersambt had hij in 1872 om gezondheidsredenen moeten neerleggen. Tijdens zijn Kamerlidmaatschap was hij van 11 mei 1881 tot 13 januari 1889 lid van de raad van commissarissen van De Nederlandsche Bank
De Sitter was ridder in de Orde van de Nederlandse Leeuw en Commandeur in de Orde van de Eikenkroon.
De Sitter is de grootvader van de naar hem genoemde Leidse hoogleraar, wiskundige en astronoom Willem de Sitter, die samen met Albert Einstein het zogenaamde Einstein-De Sittermodel ontwikkelde.

## Armoedebestrijding
De Sitter heeft diverse publicaties over de armoedebestrijding op zijn naam staan. Hij was in 1850 een van de oprichters van de Algemeene Vereeniging tegen het Pauperisme en hij was tevens een van de redacteuren van het Tijdschrift voor het Armwezen. Samen met de Groninger arts Levy Ali Cohen schreef hij het verslag van het eerste congres over het armwezen.Tijdens het eerste jaar (1863) van zijn burgemeesterschap van Groningen kocht hij, namens de gemeente, de particuliere waterpompen in Groningen op, zorgde voor het herstel van de pompen en maakte de waterpompen voor iedere burger toegankelijk, waardoor de kwaliteit van het drinkwater in Groningen aanzienlijk werd verbeterd.